# Эшкобар, Педру де
Пе́дру де Эшкоба́р (порт. Pedro de Escobar), или Пе́дро де Эскоба́р (исп. Pedro de Escobar; около 1465, Порту — после 1535, Эвора) — первый значительный португальский композитор в истории португальской музыки, произведения которого дошли до настоящего времени. Автор эпохи Возрождения и один из виртуозных полифонистов Пиренейского полуострова значительную часть жизни творил в Испании. По одной (более распространённой) точке зрения, композитор Педро де Эскобар идентичен композитору Педру де Порту (порт. Pedro do Porto, исп. Pedro del Puerto). По другой (более поздней) точке зрения[уточнить], де Эскобар и де Педру – два разных автора.

## Жизнь и творчество
Эшкобар (в современном португальском произношении) или Эскобар (в испанском произношении) — фамилия испанского происхождения, представители которой осели в Португалии во времена Афонсу V.
Был одним из шести композиторов Пиренейского полуострова, сочинявших мессы в XVI веке, и одним из шести капельмейстеров кафедральных соборов Испании того времени. На основании указаний Жуана де Барруша (1549) и Диогу Барбозы Машаду из «Лузитанской библиотеки» (1752) вплоть до середины или конца XX века было распространено мнение, что имена «Педру де Эшкобар» и «Педру ду Порту» относятся к одному и тому же музыканту времён Католических королей. Несмотря на высказывание некоторого сомнения в публикации 1960 года, как в ней, так и в последнем издании Музыкального словаря Гроува музыковед Р. Стивенсон не исключал возможности отождествления Педру де Эшкобара с Педру ду Порту.
Гипотезу о двух разных композиторах в XXI веке поддержали Х. Р. Хименес  и Ф. Вилануэва Серрано . В новом издании важного источника португальской светской музыки XVI века, так называемого «Парижского песенника» (F-Peb Masson 56), авторство Эскобара в двух вильянсико (№ 8 и № 20) редактор издания Н. Раймунду поставил под сомнение.
Известные музыкальные источники времён Католических королей относят к авторству Эшкобара (порт. Escobar, исп. Escovar, порт. Scobar) 25 полифонических религиозных сочинений на латинском языке, среди которых первая Missa pro defunctis, и 18 вильянсико на испанском языке, из которых 2 религиозных и 16 светских. В кодексе из Тарасоны Порту обозначен только автором Магнификата (E-TZ, libro de atril 2-3), а автором других композиций — Эшкобар. Согласно хранящимся в Севильском кафедральном соборе документам, Педру де Ешкобар прибыл в Севилью из Португалии в июне 1507 года и пробыл там капельмейстером до конца 1513 или начала 1514 года.
С другой стороны, имя композитора Педру ду Порту встречается в документах как королевского двора Изабеллы I Кастильской, так и королевских дворов Мануэла I и его сына Жуана III. Педру ду Порту получил фамилию от названия города Порту (Oporto sic! в устаревшей орфографии), где родился — Педру из Порту, и данное имя свидетельствует о не знатном происхождении. Значительную часть жизни провёл в Испании. Преподавал музыку, служил капельмейстером в Севильском кафедральном соборе и в Капелле Католических королей, где его сочинения завоевали известность. С 1489 по меньшей мере по 1497 год, или до 1499 года был певчим в хоре придворной капеллы Изабеллы I Кастильской, где был единственным португальцем.
Согласно документам королевской канцелярии Португалии, Педру ду Порту в 1521 и в 1524 годах занимал должность капельмейстера при капелле кардинала Афонсу Португальского, сына португальского короля Мануэла I. В августе 1521 года по случаю отъезда Беатрисы Португальской, дочери Мануэла I, к мужу Карлу III в Лиссабоне состоялся грандиозный праздник с постановкой зрелищного представления трагикомедии Жила Висенте «Кортеж Юпитера» (Côrtes de Jupiter). В ходе действия праздничного представления перед отплытием дочери Мануэла Счастливого в Ниццу для обеспечения безопасности корабля на море был создан почётный кортеж с участием Провидения, Юпитера, Венеры, Солнца, Луны, Планет, Четырёх Ветров и Заколдованной Мавританки. Жители Лиссабона превратились в рыб разных пород. При описании кортежа Солнце упоминает композитора Перу ду Порту среди персонажей рыб и воспроизводит его стих на испанском языке: «Я, Перу — маленький морской угорь»:
Com elles Pero do Porto
Em figura de çafio,
Meio congro deste rio,
Cantando mui sem conforto:
«Yo me soy Pero çafio».
Драматург описывает композитора как руководителя хора, высокого и худого (длинного, как угорь?). По мнению Стивенсона, слова Солнца свидетельствуют о том, что Педру ду Порту был ведущим музыкантом королевства Португалия. В финале «Кортежа Юпитера» Планеты и Знаки Зодиака исполняют романс (тип средневековой баллады) Niña era la iffanta. Сокращённый текст этого романса с музыкальной нотацией был записан без указания имени автора под № 22 в «Лиссабонском кансионейру». Вероятность того, что автором Ninha era la infanta был Педру де Эшкобар/Педру ду Порту нет возможности ни документально подтвердить, ни опровергнуть.
В королевской канцелярии Португалии имеются свидетельства о том, что до 7 июля 1522 года Педру ду Порту руководил хором мальчиков королевской капеллы. 
Ещё одну свою пьесу Auto da Cananea (1534) Жил Висенте завершил пением мотета Clamabat autem mulier Chananea: «E cantando Clamavat autem, se acaba o dito auto». Среди произведений большую славу получил мотет Clamabat autem Jesus. Поэтому Жуан де Барруш в главе 7 Antiguidades de Entre Douro, e Minho назвал композитора «принцем мотетов» (o Principe dos Motetes).
Впоследствии находился в Эворе во время пребывания там королевского двора и заслужил большое уважение Жуана III. Последнее упоминание Педру ду Порту в португальских источниках относится к 1535 году. В королевской канцелярии Португалии найден документ о выплате Жуаном III дочерям Перу ду Порту, Изабелле и Катерине Гуарсеш (Guarces) 5000 реалов в 1554 году. При этом упоминается, что Перу ду Порту был племянником Жуана Гарсеша, рыцаря королевского дома Жуана III. Вилануэво допускает возможность, что в данном случае речь идёт не о композиторе, а о другой личности.
Стивенсон отметил, что в своих мессах, мотетах и светских произведениях Эшкобар развивал три различных стиля. В светских сочинениях композитор использовал только испанские тексты. Известен как вероятный автор первого реквиема на Пиренейском полуострове.

## Сочинения
Ниже представлен список произведений в алфавитном порядке (в скобках — количество голосов), согласно с указанным Робертом Стивенсоном перечнем с сохранением орфографии источника:
с текстами на латинском языке
- Alleluia: Caro mea (3)
- Alleluia: Primus ad Sion (3)
- Asperges (2 версии для 3-х и 4-х голосов)
- Ave maris stella (2 версии)
- Clamabat autem mulier Chananea (4)
- Deus tuorum militum (4)
- Domine Jesu Christe (4)
- Exultet coelum laudibus (4)
- Felix per omnes (4)
- Hostis Herodes (4)
- Iste confessor (4)
- Jesus Nazarenus (не завершено)
- Memorare piissima (4)
- Missa (4)
- Missa pro defunctis (4)
- Missa Rex virginum (Kyrie — Эшкобар; Gloria и Credo — Пеньялоса, Франсиско де; Sanctus — Педро Эрнандес; Agnus — А. Перес Далуа) (4)
- Missa Rex virginum (Sanctus и Agnus — Эшкобар; Kyrie, Gloria и Credo — Аншиета) (4)
- O Maria mater pia (3)
- Salve Regina (4)
- Sub tuum presidium (3)
- Stabat mater dolorosa (4)
- Veni redemptor (4)

с текстами на испанском языке светского содержания
все нижеуказанные композиции за указанным исключением относятся к жанру светского вильянсико и все они представлены в Cancionero de Palacio:
- Coraçón triste, sofrid (3)
- El dia que vy Pascuala (3)
- Gran plaser siento yo (4)
- Las mis penas, madre (4)
- Lo que queda es lo seguro (3)
- No devo dar culpa a vos (3)
- No pueden dormir mis ojos (4)
- Nuestr’ ama, Minguillo (3)
- O alto bien (3, религиозный)
- Ora sus, pues qu’ansi es (4)
- Ojos morenicos (3)
- Pásame, por Dios, varquero (3)
- Paséisme aor’allá, serrana (3, 4)
- Quedaos, adiós (4)
- Secáronme los pesares (3)
- Vençedores son tus ojos (3)
- Virgen bendita sin par (4, религиозный)

В своём перечне Стивенсон не указал версию вильянсико Paseisme ahora allá, serrana для 4-х голосов.

## Записи
- 1989 — Motets, Hymns, Missa Pro Defunctis — Quodlibet. CRD Records – 3450
- 1998 — Requiem — Ensemble Gilles Binchois / Dominique Vellard (тенор). Virgin Veritas – 7243 5 45328 2 5